# VA SYD
VA SYD är en regional VA-organisation som verkar i sydvästra Skåne och som även har hand om avfallshanteringen i Burlövs kommun och Malmö kommun. VA SYD är ett kommunalförbund vilket innebär att det är en politiskt styrd organisation som består av dess medlemskommuners VA-verksamheter. Medlemskommunerna är följande: Burlöv, Eslöv, Lomma, Lund och Malmö. VA SYD har cirka 490 medarbetare i 90 olika yrken.

## Dricksvattenberedning
VA SYD levererar friskt dricksvatten åt mer än en halv miljon människor. Ytvatten från Vombsjön renas i Vombverket (infiltrationsverk) och ytvatten från Bolmen renas i Ringsjöverket båda i Sydvattens ägo. Grundvatten från Grevie råvattentäkt (Sveriges tredje största) renas i VA SYD:s eget vattenverk Bulltoftaverket i Malmö. Vombs och Grevies  vatten avhärdas till normalhårt.

## Avloppsvattenrening
En annan del i VA SYD:s verksamhet består av att rena avloppsvatten. VA SYD har femton reningsverk i varierande storlek. De fyra största reningsverken är: Sjölunda reningsverk, Källbyverket, Ellingeverket och Klagshamnsverket. Sjölundaverket är ett av Sveriges största avloppsreningsverk med cirka 350 000 personer anslutna.
Avloppsslammet från VA SYD:s avloppsreningsverk är certifierade enligt REVAQ, ett certifieringssystem för avloppsslam. Certifieringen innebär att VA SYD:s hantering av inkommande vatten och avloppsslam lever upp till specificerade krav för att slammet ska kunna återföras till åkermark som gödsel. 

## Hantering av hushållsavfall
VA SYD har också hand om avfallshanteringen i Burlöv och Malmö på uppdrag av Burlövs kommun och Malmö kommun. Sophämtningen görs av VA SYD:s entreprenörer.
I Malmö stad och Burlövs kommun är det sedan 2012 obligatoriskt att sortera sitt matavfall. I samband med det satsade VA SYD på att kommunicera ut budskapet med kampanjen ”Tack för maten”. Insamlingen påbörjades 2012 och slutfördes under 2015 med målet att samla in 40 % av matavfallet, vilket lyckades. Under 2013 ökade insamlingen från 16 % till 30 %.  I Avfallsplan 2016 - 2020 var målet att 50 procent av matavfallet ska samlas in år 2018, vilket alltså också uppnåddes år 2018. Under 2019 samlades 54 % in.
"Tack för maten"-kampanjen vann i augusti 2014 ISWA Communication Award, för bästa kommunikationskampanj inom avfallsområdet. ISWA (International Solid Waste Association) är en icke statlig, oberoende och ideell förening vars uppdrag är att främja en hållbar och professionell avfallshantering över hela världen.
Under 2019 infördes fyrfackskärl för alla villor i Malmö stad och Burlövs kommun. Målet med systemet är att öka sorteringen och minska restavfallet. 2020 hade restavfallet minskat med cirka 40 %.

## Historik
- 1879: Bulltofta vattenverk tas i drift.
- 1933: Källbyverket börjar byggas.
- 1963: Sjölundaverket tas i drift.
- 1974: Klagshamnsverket tas i drift.
- 2008: Lund och Malmös VA-verk slås samman och bildar VA SYD.
- 2011: Burlöv blir en del av VA SYD.
- 2012: Eslöv blir en del av VA SYD.
- 2012: Matavfall blir obligatoriskt i Malmö och Burlöv kommun och insamling påbörjas med målet att uppnå 40 % år 2015.
- 2014: Sweden Water Research bildas, ett gemensamt FoU-bolag mellan VA SYD, Sydvatten samt NSVA.
- 2015: VA SYD öppnar Kretseum-huset i Hyllie med utställningen "Den hållbara staden". Kretseum är navet i VA SYDs pedagogiska verksamhet.
- 2018: VA SYD firar 10 år.
- 2019: Fyrfackskärl införs för villahushållen.
- 2019: Lomma blir en del av VA SYD.